# Жежеленко, Игорь Владимирович
И́горь Влади́мирович Жеже́ленко (укр. Ігор Володимирович Жежеленко; 11 апреля 1930, Мариуполь — 29 марта 2022, Мариуполь, Донецкая область) — советский и украинский учёный в области электроснабжения промышленных предприятий, доктор технических наук, профессор, заведующий кафедрой «Электроснабжение промышленных предприятий» ПГТУ, ректор Ждановского металлургического института / Приазовского Государственного Технического университета (1981—2003).
Почётный ректор Приазовского Государственного Технического университета, почётный доктор Мишкольцкого университета (Венгрия), Института прикладных наук (Вюрцбург, Германия).

## Биография
Родился 11 апреля 1930 года в Мариуполе, в семье рабочего.
В 1954 году окончил Московский энергетический институт по специальности «Электрические станции, сети и системы» и поступил на работу на предприятии п/я 38 (г. Глазов).
С 1961 года работал в Ждановском филиале «Укргипромез».
В 1967 году защитил кандидатскую диссертацию в области электроэнергетики в Киевском политехническом институте, в 1974 году — докторскую.
С 1966 года Жежеленко работал в Ждановском металлургическом институте: старшим преподавателем, затем доцентом, с сентября 1969 года — заведующим кафедрой электротехники, с июня 1977 года — заведующим кафедрой электроснабжения промышленных предприятий. С октября 1979 года — проректор по учебно-методической работе, с 1981 по 2003 годы — ректор Ждановского металлургического института.
Скончался 29 марта 2022 года в Мариуполе.

## Научная деятельность
Игорь Владимирович Жежеленко является основоположником научного направления «Эффективность и качество электроснабжения промышленных предприятий». В области его научного интереса лежал анализ проблем высших гармоник, несимметрии, отклонений и колебаний напряжения, компенсации реактивной мощности.
И. В. Жежеленко — автор более 460 публикаций в отечественных и зарубежных изданиях, в том числе 18 монографий, учебников и учебно-методических пособий, 20 изобретений. Под его руководством выполнено и защищено 7 докторских и 44 кандидатских диссертаций.

## Награды
- Заслуженный деятель науки и техники УССР (1990 год)
- Премия имени Ярослава Мудрого (1997 год)[6]
- Премия имени Святого Владимира[укр.] (1999 год)[6]
- Орден «За заслуги» III степени (2020 год)[7]
- Почётный гражданин Мариуполя (за заслуги в развитии образования и культуры в г. Мариуполе, 1996 год)[8]